# Hymenostyliella japonica
Hymenostyliella japonica là một loài rêu trong họ Pottiaceae. Loài này được (Broth.) K. Saito mô tả khoa học đầu tiên năm 1971.